# Aegaeon (geslacht)
Aegaeon is een geslacht van kreeftachtigen uit de klasse van de Malacostraca (hogere kreeftachtigen).

## Soorten
- Aegaeon boschii Christoffersen, 1988
- Aegaeon cataphractus (Olivi, 1792)
- Aegaeon lacazei (Gourret, 1887)
- Aegaeon orientalis Henderson, 1893
- Aegaeon rathbuni de Man, 1918